# Міжнародний суд
Міжнародний суд (англ. International Court of Justice, фр. Cour internationale de justice) — головний судовий орган Організації Об'єднаних Націй, до юрисдикції якого входять усі питання, що передаються йому державами, та всі питання, передбачені Статутом ООН і чинними договорами та конвенціями. Цей орган складається з 15 суддів, яких окремо обирають Генеральна Асамблея і Рада Безпеки на дев'ять років. Суддів обирають за рівнем кваліфікації, а не за національною ознакою. Проте не може бути обрано двоє суддів з однієї країни. Суд розташований у місті Гаага (Нідерланди). Країни-члени можуть передавати на розгляд Міжнародного суду справи про прикордонні суперечки, право на рибну ловлю, право на корисні копалини та інші спірні питання. Генеральна Асамблея або Рада Безпеки можуть консультуватися з Міжнародним Судом з будь-якого питання.
Офіційні мови Суду — французька й англійська.
Повний список держав членів та рік вступу до Міжнародного суду доступний у виданні: ISBN 978-92-1-157268-1 Nde vente seles number:1076 ANNUAIRE YEARBOOK 2013—2014

## Історія

Перше засідання Міжнародного Суду ООН

Міжнародний суд ООН — один із шести головних органів ООН і головний судовий орган цієї організації. Заснований 1945 року замість Постійної палати міжнародного правосуддя (ППМП) при Лізі Націй, що існувала до Другої світової війни. У жовтні 1945 року вона на своїй останній сесії ухвалила рішення про передачу своїх архівів і майна Суду, який також мав засідати в Палаці миру в Гаазі.
31 січня 1946 року судді Палати пішли у відставку і 5 лютого 1946 року Генеральна Асамблея і Рада Безпеки ООН вибрали перших членів Міжнародного Суду. У квітні 1946 року Постійна палата була офіційно розпущена, і Суд, зібравшись на перше засідання, вибрав своїм Головою суддю Хосу Густава Герроро (Сальвадор), який був останнім головою попередньої міжнародної судової установи. Перше засідання було проведене 18 квітня 1946 року.
Суд формується і діє відповідно до свого Статуту, який є невід'ємною частиною Статуту ООН. Статут Міжнародного Суду був підписаний 26 червня 1945 року і набув чинності 24 жовтня 1945 року.

## Функції
Сторонами в справах, що розглядаються Судом, можуть бути тільки держави. Суд уповноважений:
- розглядати правові суперечки між державами, що пов'язані з порушенням міжнародних договорів і зобов'язань або виникають при їх тлумаченні;
- ухвалювати обов'язкові до виконання рішення за всіма спорами, які передаються державами на його розгляд;
- давати консультативні, що не мають обов'язкової сили вироку з правових питань на прохання Генеральної Асамблеї ООН, Ради Безпеки і інших органів ООН з дозволу ГА ООН.

До суду можуть звертатися учасники його Статуту, до числа яких автоматично входять всі члени ООН. Держава, що не є членом ООН, може стати учасником Статуту на умовах, що визначаються у кожному окремому випадку ГА ООН за рекомендацією РБ ООН. Всі держави учасники Статуту Міжнародного Суду можуть бути сторонами в справах, що розглядаються ним. Інші держави можуть передавати на його розгляд справи на умовах, що визначає РБ ООН. Крім того, РБ ООН може рекомендувати передати на розгляд Суду будь-яку юридичну суперечку.

## Судочинство
Розгляд порушується одним з двох таких способів:
1. За допомогою повідомлення про спеціальну угоду: спеціальна угода є двосторонньою за своїм характером, укладається державами, охочими спільно представити спір на розгляд Суду, і складається з одного тексту питань, які вони погодилися передати на розгляд Суду; будь-яка з цих держав може порушити розгляд, повідомивши Секретаріат про цю угоду;
2. За допомогою заяви: заява, яка є односторонньою за своїм характером, подається державою проти іншої держави на основі юрисдикційної статті в договорі або заяв в рамках системи «факультативної обмовки».

У документах, що супроводжуються листом міністра закордонних справ відповідної держави або його посла в Гаазі, має вказуватися точний предмет суперечки та назви сторін. Заява повинна бути докладнішою, ніж спеціальна угода: крім вищезазначених елементів, держава заявник повинно вказати підстави наявності, на його думку, у Суду юрисдикції. Воно повинне також вказати точний характер претензії та представити короткий виклад фактів і підстав, що лежать в основі цієї претензії.
Секретар негайно супроводить спеціальну угоду або заяву іншій стороні й суддям, а також Генеральному секретареві Організації Об'єднаних Націй і всім державам членам, що мають право звертатися до Суду. Він включає справу в загальний список Суду та інформує пресу.
Рішення Суду є обов'язковим для відповідних сторін. У статті 94 Статути Організації Об'єднаних Націй передбачається, що «кожен член Організації зобов'язується виконати рішення Суду у тій справі, в якій він є стороною». Будь-яка держава, незалежно від того, чи є вона членом Організації Об'єднаних Націй чи ні, яка вважає, що інша сторона не виконала рішення Суду, може довести це питання до відома Ради Безпеки. Остання, якщо визнає це необхідним, може зробити рекомендації або вирішити про вживання заходів для виконання рішення.